# Damaeus alticola
Damaeus alticola är en kvalsterart som först beskrevs av Wang och Xiaolong Cui 1996.  Damaeus alticola ingår i släktet Damaeus och familjen Damaeidae. Inga underarter finns listade i Catalogue of Life.